# Koşuyolu (Kadıköy)
Koşuyolu è una mahalledel distretto di Kadıköy, nella parte asiatica di Istanbul, in Turchia. Qui si trova la Casa dei maestri di Validebağ. È vicino a quartieri come Validebağ e Altunizade. È molto vicina ad Ayrılık çeşmesi, luogo di incontro dei giannizzeri prima delle spedizioni in Asia.